# Байбакова Інеса Макарівна
Інеса Макарівна Байбакова (народилася 10 серпня 1943 — український науковець-філолог, кандидат філологічних наук, доцент кафедри іноземних мов Національного університету «Львівська політехніка», автор чотирьох монографій, укладач двох словників.

## Науковець
16 вересня 1988 захистила дисертацію на тему «Іронія як засіб мовленнєвої установки у художньому тексті (на матеріалі творів С. Льюїса).»
Є доцентом, координатором з науково-дослідної роботи кафедри іноземних мов Національного університету «Львівська політехніка».

## Основні публікації
Монографії
1. Стиль и жанр художественного произведения: Монографія /Автори: І. М. Байбакова, Л. А. Кузнєцова. І. В. Вікторовська. — Львів: ЛДУ «Вища школа», 1987. — 70 с.
2. Чужоземне письменство на сторінках Західноукраїнської періодики (1914—1939 рр.): Монографія. — Львів, 2003. — 189 с. У співавторстві.
3. Mukan N., Baybakova І. British Council «English for universities» project in Ukraine: experience of Lviv Polytechnic National University / N. Mukan, I. Baybakova // Tradycyjne podejście i nowe perspektywy w nauczaniu języków obcych: колективна монографія. — Gliwice, Poland: Фіктивне видавництво за кордоном, 2018. — c.101–112.
4. Baybakova I. How to think positively: a study on the value of positive discourse and its application in foreign language teaching / I. Baybakova // Approaches, methods and findings in the context of foreign language teaching: modern universities' dimention. Vol. 1 : колективна монографія. — Lviv: ZUKC, 2018. — c.62–85.

Словники
1. Англо-український термінологічний словник з соціальної роботи друк НУ «ЛП» /Укл.: Байбакова І. М., Гайдук Н. М., Журавський А., Казимира З. І. — Львів, 2002. –144 с.
2. Англо-український термінологічний словник-довідник із соціальної роботи / Укл.: І. Байбакова, А. Журавський, Н. Гайдук, О.Гілета, З. Казимира, С. Кравець. — Львів, 2004. — 213 с.